# Ernst-Anton von Krosigk
Ernst-Anton von Krosigk, nemški general, * 5. marec 1898, † 16. marec 1945.